# Aszkalóni csata
Az aszkalóni csata az első keresztes hadjárat egyik összecsapása volt 1099. augusztus 12-én, Jeruzsálem bevételét követően. Az egyiptomi Fátimida-dinasztia Jeruzsálem elestét követően egy tekintélyes méretű hadsereget küldött a város visszafoglalására, de a keresztesek Aszkalón határában súlyos vereséget mértek az egyiptomi haderőre, ezzel hosszú időre biztosítva Jeruzsálem birtoklását.

## Előzmények
Több mint egy hónapig tartó ostrom után, a keresztes csapatok 1099. július 15-re bevették a keresztes hadjárat fő célpontjának számító Jeruzsálemet. A fátimida uralkodó, Al-Musztaali Billa nem tűrte szó nélkül a vallási és stratégiai szempontból fontos város elvesztését: már a város ostromának hírére egy megközelítőleg 20 000 fős sereget állított fel és küldött a keresztesek visszaverésére.
Augusztus 5-én egy fátimida küldöttség érkezett Jeruzsálembe, mely ultimátumban szólította fel a keresztes vezéreket a város elhagyására, akik azonban ezt elutasították, sőt, augusztus 10-én, az időközben "Szent Sír ügyvivője" címmel felruházott Bouillon Gottfried vezetésével egy több mint 10 000 fős keresztes sereg elhagyta Jeruzsálemet és Aszkalón fele indult, a muszlim csapatok "fogadására".

## A csata
A Jeruzsálem fele tartó muszlim sereg számát a Gesta Francorum 200 000 főre teszi, ez nyilvánvalóan túlzás, a modern becslések szerint mintegy 50 000 fő tartozhatott al-Afdal Sahánsah vezír parancsnoksága alá. Nem tudván a keresztesek érkezéséről, al-Afdal az Aszkalón melletti al-Mazsdál fennsíkon táborozott le, sorainak rendezésére Jeruzsálem megtámadása előtt. A muszlim sereghez egy nagy számú, ökrökből, juhokból, tevékből és kecskékből álló csorda is tartozott, melynek látványa megtévesztette a közeledő kereszteseket, jóval nagyobbnak látva a fátimida hadsereget (valószínűleg innen származik a Gesta Francorum 200 000 fős becslése a muszlim csapatok számára vonatkozóan).
Augusztus 12-én reggel a keresztesek – a muszlimok táborozási helyének felfedezése után – csatarendbe szerveződtek, a balszárnyat Bouillon Gottfried, a jobbszárnyat Rajmund gróf irányította, míg a centrum Tankréd tarantói herceg és II. Róbert normandiai herceg irányítása alatt állt. A sereg eligazítását követően támadásba lendültek, meglepve a táborozó egyiptomiakat. A csata rövid ideig tartott, a meglepett egyiptomi csapatok közül csak az etiópiaiak fejtettek ki nagyobb ellenállást, megkísérelve a keresztes sereg centrumának áttörését, sikertelenül. A bepánikolt muszlim sereg végül – al-Afdallal az élen – rendezetlenül visszavonult a megerősített Aszkalón várába, hátrahagyva táborukat, mely a keresztesek kezére került.

## Következmények
A keresztes csapatok az éjszakát az elhagyott fátimida táborban töltötték, felkészülve egy újabb összecsapásra, de másnap reggel meglepve tapasztalták, hogy a muszlim sereg az éjszaka folyamán elhagyta az erődöt és hazahajózott Egyiptomba. A keresztesek még megkísérelték Aszkalón bevételét, de sikertelenül (a város még hosszú ideig a fátimidák kezén maradt és hídfőként szolgált a Jeruzsálemi Királyság elleni támadásokhoz). A csata után a lovagok többsége hazatért Európába.
A történészek többsége megegyezik abban, hogy az aszkalóni csata tekinthető az első keresztes hadjárat lezárásának, egyúttal azonban a keresztes hadjáratok egy új korszakának a nyitánya is volt, mely a szentföldi keresztes államok megszervezését és pozíciójának megszilárdítását hozta magával.